# Fabronia anacamptodens
Fabronia anacamptodens är en bladmossart som beskrevs av Gao Chien in Gao Chien, Zhang Guang-chu och Cao Tong 1981. Fabronia anacamptodens ingår i släktet Fabronia och familjen Fabroniaceae. Inga underarter finns listade i Catalogue of Life.